# Khalif Mumin Tohow
Khalif Mumin Tohow (décédé le 12 avril 2020) était un homme politique somalien. Il a été ministre de la Justice de l'État de Hirshabelle, une région autonome de la Somalie, jusqu'à sa mort en avril 2020. Il a également été membre de l'Assemblée législative de l'État d'Hirshabelle.

## Décès
En novembre 2019, Khalif Mumin Tohow, ministre somalien également titulaire d'un passeport britannique s'est rendu au Royaume-Uni avant de retourner en Somalie. En mars 2020, il tombait malade à Jowhar, la capitale de l'État d'Hirshabelle ; il a été envoyé à Mogadiscio pour y être soigné le 7 avril ; il y a été testé positif au COVID-19, le 9 avril 2020. Khalif Mumin Tohow est décédé du COVID-19 à l'hôpital Martini de Mogadiscio le 12 avril 2020 lors de la pandémie de COVID-19 en Somalie, à peine 3 jours après avoir été testé positif au virus, en raison du manque de soins à l'hôpital Martini. Tohow était le deuxième décès enregistré en Somalie à cause de la COVID-19,. Son mauvais état de santé a été annoncé dans un tweet par la ministre fédérale somalienne de la Santé et des Affaires sociales, Fawziya Abikar Nur, bien qu'elle n'ait donné aucune précision au moment de sa mort.
Après la mort de Khalif Mumin Tohow, les autorités somaliennes ont mis en quarantaine et auto-isolés le président de l'État de Hirshabelle, Mohammed Abdi Waare, et le président de l'État du Sud-Ouest, Abdiaziz Hassan Mohamed Laftagareen, à leur domicile, car ils avaient récemment été en contact étroit avec lui.